# Kanton Thoissey
Kanton Thoissey (fr. Canton de Thoissey) byl francouzský kanton v departementu Ain v regionu Rhône-Alpes. Skládal se z 12 obcí. Zrušen byl po reformě kantonů 2014.

## Obce kantonu
- Garnerans
- Genouilleux
- Guéreins
- Illiat
- Mogneneins
- Montceaux
- Montmerle-sur-Saône
- Peyzieux-sur-Saône
- Saint-Didier-sur-Chalaronne
- Saint-Étienne-sur-Chalaronne
- Thoissey
- Valeins